# ريكو سانجو
ريكو سانجو (باليابانية: 三条 陸) مواليد 3 أكتوبر 1964 في طوكيو، اليابان، هو كاتب أنمي ومانغا ياباني. من أعماله اندماج الديجيمون وداي الشجاع. تخرج من جامعة ميجي.

## روابط خارجية
- ريكو سانجو على موقع IMDb (الإنجليزية)
- ريكو سانجو على موقع ميوزك برينز (الإنجليزية)
- ريكو سانجو على موقع قاعدة بيانات الفيلم (الإنجليزية)
- ريكو سانجو على موقع ANN person (الإنجليزية)